# Eleccions al Consell General d'Aran de 1999
Les eleccions per a renovar el Consell General d'Aran, format per 13 consellers generals, que elegeixen al Síndic d'Aran, se celebraren el 13 de juny de 1999, coincidint amb les eleccions municipals.

## Candidats
A continuació s'enumeren els candidats a la presidència del Consell General d'Aran, segons els resultats obtinguts:
- Convergència Democràtica Aranesa (CDA): Carles Barrera Sánchez
- Unitat d'Aran-Partit dels Socialistes de Catalunya (UA-PSC): Emilio Medan Ane
- Unió Popular Aranesa (UPA): José Calbetó Giménez
- Partit Renovador d'Arties-Garòs (PRAG): Miguel Barra Daunes

## Campanya electoral
Anunci CDA
Anunci UA
Anunci UPA

## Resultats
| Eleccions al Consell General d'Aran, 13 de juny de 1999 |                                                                       |                     |                 |                    |                     |                          |                       |
|                                                         |                                                                       |                     |                 |                    |                     |                          |                       |
| Llista electoral                                        | Llista electoral                                                      | Cap de llista       | Vots            | Vots               | Consellers          | Consellers               | Consellers            |
| Llista electoral                                        | Llista electoral                                                      | Cap de llista       | Vots (sufragis) | Vots (percentatge) | Consellers (escons) | Consellers (percentatge) | Diferència consellers |
|                                                         | Convergència Democràtica Aranesa-Partit Nacionalista Aranès (CDA-PNA) | Carlos Barrera      | 2.271           | 51,54              | 9                   | 69,23                    | 2                     |
|                                                         | PSC-Progrés Muni. Cat.-Unitat d'Aran-Gent d'Aran (PSC-PM-UA-GA)       | Emilio Medan        | 1.311           | 29,75              | 2                   | 15,38                    | 2                     |
|                                                         | Unió Popular Aranesa (UPA)                                            | José Calbetó        | 473             | 10,74              | 1                   | 7,69                     | 1                     |
|                                                         | Partit Renovador Arties-Garòs (PRAG)                                  | Miguel Barra        | 120             | 2,72               | 1                   | 7,69                     | 1                     |
|                                                         | Agrupació d'Electors Amassadi per Aran (AxA)                          | Amparo Serrano      | 111             | 2,52               | 0                   | 0                        | =                     |
| Cens electoral                                          | Cens electoral                                                        | Cens electoral      | 6.425           | 100%               |                     |                          |                       |
| Participació                                            | Participació                                                          | Participació        | 4.449           | 69,25%             |                     |                          |                       |
| Vots vàlids                                             | Vots vàlids                                                           | Vots vàlids         | 4.406           | 99,03%             |                     |                          |                       |
| Vots a candidatures                                     | Vots a candidatures                                                   | Vots a candidatures | 4.286           | 96,34%             |                     |                          |                       |
| Vots en blanc                                           | Vots en blanc                                                         | Vots en blanc       | 120             | 2,70%              |                     |                          |                       |
| Vots nuls                                               | Vots nuls                                                             | Vots nuls           | 43              | 0,97%              |                     |                          |                       |
| Abstenció                                               | Abstenció                                                             | Abstenció           | 1.976           | 30,75%             |                     |                          |                       |

### Resultats per terçó
| Terçó            |   |   | UPA | PRAG | AxA | Total consellers |
| ---------------- | - | - | --- | ---- | --- | ---------------- |
| Arties e Garòs   | 1 |   |     | 1    |     | 2                |
| Castièro         | 2 | 1 | 1   |      | 0   | 4                |
| Lairissa         | 1 | 0 |     |      |     | 1                |
| Marcatosa        | 1 | 0 |     |      |     | 1                |
| Pujòlo           | 2 | 0 | 0   |      |     | 2                |
| Quate Lòcs       | 2 | 1 |     |      |     | 3                |
| Total consellers | 9 | 2 | 1   | 1    | 0   | 13               |

| Terçó                 |       |       | UPA   | PRAG  | AxA  |
| --------------------- | ----- | ----- | ----- | ----- | ---- |
| Arties e Garòs        | 64,69 |       |       | 33,90 |      |
| Castièro              | 45,48 | 26,36 | 18,08 |       | 6,08 |
| Lairissa              | 71,20 | 27,60 |       |       |      |
| Marcatosa             | 62,50 | 35,14 |       |       |      |
| Pujòlo                | 63,94 | 27,29 | 6,97  |       |      |
| Quate Lòcs            | 44,78 | 44,11 | 9,16  |       |      |
| Total percentatge vot | 51,54 | 29,75 | 10,74 | 2,72  | 2,52 |